# Pungert, Loški potok
Pungert este o localitate din comuna Loški potok, Slovenia, cu o populație de 14 locuitori.